# تبني
التبني هو عملية يفترض فيها أن شخص ما يعطي الأبوة للآخر، عادة ما يكون هذا الشخص هو الوالد البيولوجي للابن وبذلك، ينقل بشكل دائم جميع الحقوق والمسؤوليات، جنبا إلى جنب وبخلاف الوصاية أو الأنظمة الأخرى المصممة لرعاية الصغار، يُقصد بالتبني إحداث تغيير دائم في الوضع، وهذا يتطلب اعترافًا اجتماعيًا، إما من القانون أو الدين. من الناحية التاريخية، قامت بعض المجتمعات بسن قوانين محددة تحكم التبني؛ حيث حاول آخرون تحقيق التبني من خلال وسائل أقل رسمية، لا سيما عن طريق العقود التي حددت حقوق الميراث ومسؤوليات الوالدين. تميل النظم الحديثة التي نشأت في القرن العشرين إلى أن تكون عملية التبني محكومة شاملة القوانين واللوائح.

## التبني في العصور القديمة

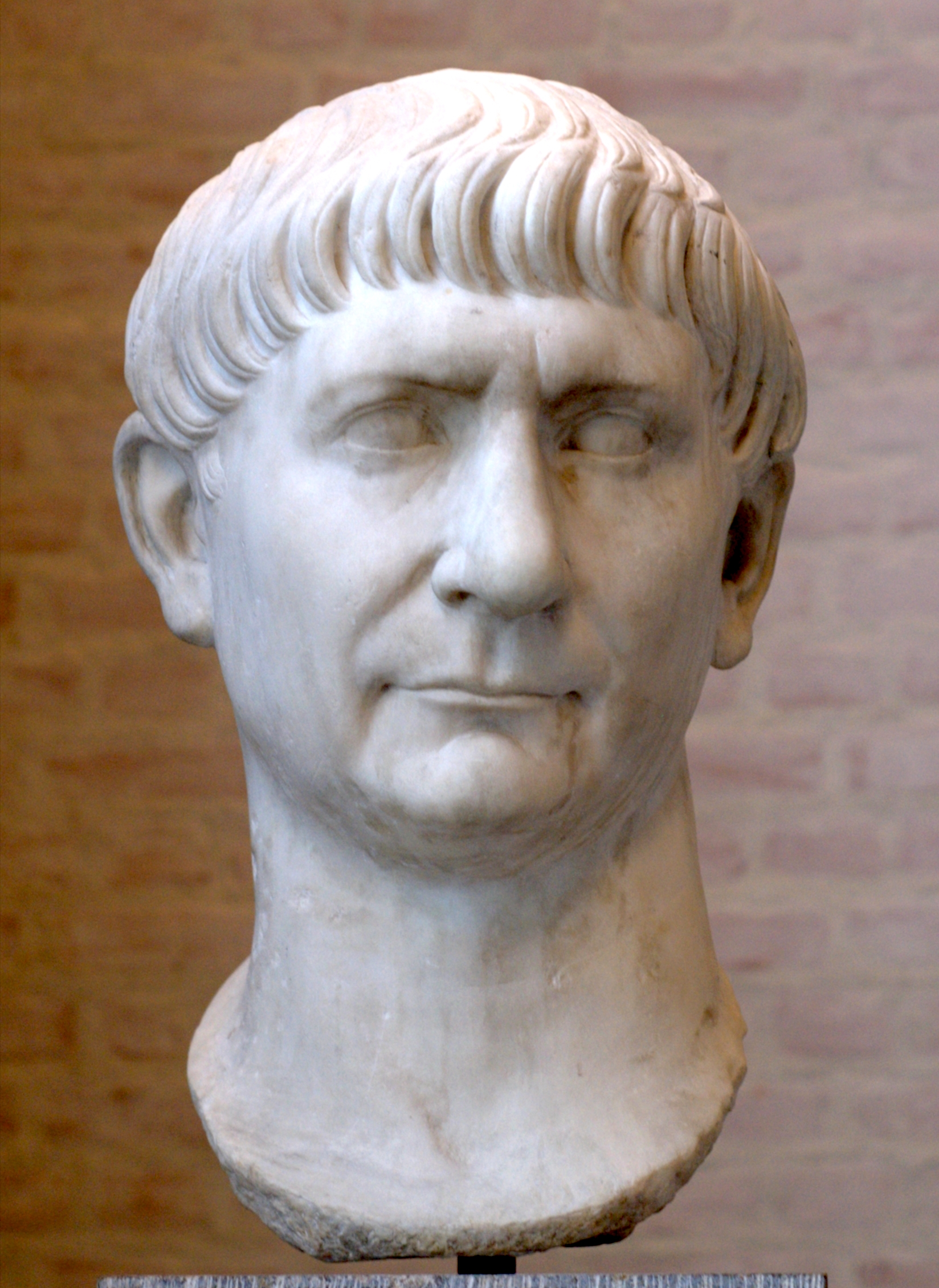
تراجان إمبراطور روما

تركز ممارسات التبني القديمة على المصالح السياسية والاقتصادية، التي توفر أداة قانونية تعزز العلاقات السياسية بين العائلات الثرية وخلق ورثة للذكور من أجل تملك العقارات. لقد تم تبني العديد من أباطرة روما الأبناء. كان التُوكيل نوعًا من التبني الروماني الذي كان يتطلب أن يكون عمر الأب البيولوجي 60 عامًا على الأقل.
كان تبني الرضع خلال العصور القديمة نادرًا. غالبًا ماكان يتم انتقاء الأطفال المتخلى عنهم وتكوّن نسبة كبيرة من إمدادات العبيد في الإمبراطورية. تشير السجلات القانونية الرومانية إلى أن الأسر كانت تؤخذ في بعض الأحيان من قبل الأسر وتربيها كإبن أو ابنة. على الرغم من عدم اعتمادها كعادة بموجب القانون الروماني، فإن الأطفال، الذين يطلق عليهم اسم الخريجين، قد تم تربيتهم في ترتيب مماثل للوصاية، حيث كان يُعتبر ملكا للأب الذي تخلى عنهم.
أما في الحضارات القديمة الأخرى، ولا سيما الهند والصين المستخدمة، شكلًا من أشكال التبني كذلك. تشير الأدلة إلى أن الهدف من هذه الممارسة هو ضمان استمرارية الممارسات الثقافية والدينية؛ على النقيض من الفكرة الغربية لتمديد الخطوط العائلية. في الهند القديمة، استمرت عملية التبني الثانوية، التي استنكرها ريجفيدا بشكل واضح، في شكل طقسي محدود للغاية، بحيث يكون لدى المتبني الشعائر الجنائزية الضرورية التي يؤديها الابن. كانت لدى الصين فكرة مشابهة عن التبني فقط للذكور من أجل أداء واجبات عبادة الأسلاف.
كانت ممارسة تبني أطفال أفراد العائلة والأصدقاء المقربين شائعة بين ثقافات بولينيزيا بما في ذلك هاواي حيث كان يشار إلى العادة باسم hānai .

## التبني في العصور الحديثة
في حضارات كا من شعوب Germanic, Celtic, Slavi والثقافات التي سادت أوروبا بعد تراجع الإمبراطورية الرومانية تم التنديد بممارسة التبني. في مجتمعات العصور الوسطى، كانت الخطوط الطولية ذات أهمية قصوى (امتداد الحكم من الآباء للأبناء) ويتم استبدال سلالة حاكمة تفتقر إلى وريث «المولود الطبيعي»، وهو تناقض صارخ مع التقاليد الرومانية. يعكس تطور القانون الأوروبي فالقانون العام الإنكليزي، على سبيل المثال، لم يسمح بالتبني لأنه يناقض القواعد العرفية للميراث. في نفس السياق، قانون نابليون الفرنسي جعل التبني صعباً وتطلب أن يكون عمر الأب الأصلي فوق سن الخمسين وعقيمًا وأكبر سناً من الشخص المتبنَّى 15 عامًا على الأقل، وأن يكون قد عززالتبني لمدة ست سنوات على الأقل. استمر حدوث بعض حالات التبني، ولكنها أصبحت غير رسمية، بناءً على عقود مخصصة. على سبيل المثال، في عام 737، في ميثاق من مدينة لوكا، تم إعفاء ثلاثة من المتابعين للورثة. وكما هو الحال في الترتيبات المعاصرة الأخرى، شدد الاتفاق على مسؤولية المعتمد بدلاً من المتبني، مع التركيز على حقيقة أنه، بموجب العقد، كان من المفترض أن يعتني الأب بالتبني في شيخوخته.
شكّل التحول الثقافي في أوروبا فترة من الابتكار الكبير للتبني. وبدون الدعم من النبلاء، تحولت الممارسة تدريجيًا نحو الأطفال المهجورين. ارتفعت مستويات التخلي عن السلطة مع سقوط الإمبراطورية، وتركت العديد من الأبرياء على عتبة الكنيسة. في البداية، تفاعل رجال الدين مع قواعد الصياغة التي تحكم تعريض الأطفال الذين تم التخلي عنهم وبيعهم وتربيتهم. ومع ذلك، كان ابتكار الكنيسة هو ممارسة التقشف، حيث كان الأطفال مكرسين للحياة داخل المؤسسات الرهبانية وتربيتها داخل الدير.. خلق هذا النظام الأول في التاريخ الأوروبي الذي لم يكن فيه الأطفال المهملين مساوئ قانونية، أو اجتماعية، أو أخلاقية. ونتيجة لذلك، أصبح العديد من أطفال أوروبا المهجرين والأيتام خريجي الكنيسة، والتي بدورها تولت دور المتبني. قربان يمثل بداية التحول نحو المؤسسة، وفي النهاية تم إنشاء مستشفى اللقيط ودار الأيتام. ومع اكتساب فكرة الرعاية المؤسسية للقبول، ظهرت قواعد رسمية حول كيفية وضع الأطفال في أسر: يمكن أن يتدرب الأولاد إلى حرفي، وقد يتم تزويج الفتيات تحت سلطة المؤسسة.
امتد هذا النظام من التدريب المهني والتبني غير الرسمي إلى القرن التاسع عشر، والذي ينظر إليه اليوم على أنه مرحلة انتقالية لتاريخ التبني. تحت إشراف نشطاء الرعاية الاجتماعية، بدأت المصحات اليتيمة في الترويج للتبني على أساس المشاعر بدلاً من العمل؛ تم وضع الأطفال بموجب اتفاقيات لتوفير الرعاية لهم كأفراد الأسرة بدلًا من عقود التدريب المهني. ويُعتقد أن نمو هذا النموذج ساهم في سن أول قانون حديث للتبني في عام 1851 من قبل كومنولث ماساتشوستس، وهو فريد من نوعه في أنه قام بتدوين نموذج «أفضل مصالح الطفل». على على الرغم من ذلك، في الواقع العملي، كان النظام يشبه الكثير من التجسيدات السابقة. تعتبر تجربة ملجأ النساء في بوسطن (BFA) مثالًا جيدًا، حيث تم اعتماد ما يصل إلى 30٪ من رسومه بحلول عام 1888. أشار مسؤولو منتدى بواو الآسيوي إلى أنه على الرغم من أن اللجوء قد تم الترويج له بطريقة أخرى، إلا أن الآباء بالتبني لم يميزوا بين السند والتبني وقال مسؤولو اللجوء «نعتقد» أنه في كثير من الأحيان، عندما يتم تبني أطفال في سن أصغر، فإن التبني هو اسم آخر للخدمة فقط.

## الفترة الحديثة
المرحلة التالية من تطور التبني سقطت على الدولة الناشئة في الولايات المتحدة. أدت الهجرة السريعة والحرب الأهلية الأمريكية إلى اكتظاظ غير مسبوق في دور الأيتام ودور المعيشة في منتصف القرن التاسع عشر. وأصيب تشارلز لورنج بريس، وهو وزير بروتستانتي، بالرعب من جحافل من المشردين المتشردين الذين يجوبون شوارع مدينة نيويورك. اعتبر بريس أن الشباب المهجور، وخاصة الكاثوليك، هو العنصر الأكثر خطورة الذي يتحدى نظام المدينة.
تم توضيح حله في أفضل طريقة للتخلص من أطفالنا الفقير والمغرض (1859) الذي بدأ حركة قطار اليتيم. وفي نهاية المطاف، نقلت القطارات اليتيمة ما يقدر بنحو 200000 طفل من المراكز الحضرية في الشرق إلى المناطق الريفية في البلاد. تم التعاقد مع الأطفال بشكل عام، بدلاً من تبنيهم، على العائلات التي استولوا عليها. كما في الماضي، كان بعض الأطفال قد نشأوا كأعضاء في العائلة بينما تم استخدام الآخرين كعمال زراعيين وخدم في المنازل. أدى الحجم الهائل للنزوح - أكبر هجرة للأطفال في التاريخ - ودرجة الاستغلال التي حدثت، إلى ظهور وكالات جديدة وسلسلة من القوانين التي تشجع على اتخاذ ترتيبات التبني. السمة المميزة لهذه الفترة هي قانون التبني في ولاية مينيسوتا لعام 1917 والذي كلف بإجراء تحقيقات في جميع المواضع ووصول محدود إلى أولئك المعنيين بالتبني.
خلال الفترة نفسها، اكتسحت الحركة التقدمية الولايات المتحدة بهدف حاسم هو إنهاء نظام الأيتام السائد. جاءت ذروة هذه الجهود مع مؤتمر البيت الأبيض الأول حول رعاية الأطفال المعالين الذي دعا إليه الرئيس ثيودور روزفلت في عام 1909، حيث تم الإعلان أن العائلة النووية تمثل «أعلى وأروع منتج للحضارة» وكان أفضل قادرة على العمل كرئيس مؤقت للالتخلي عن واليتامى. اكتسبت القوى المناهضة للمؤسسة زخمًا. في أواخر عام 1923، كان اثنان فقط من الأطفال دون رعاية الوالدين في منازل التبني، مع التوازن في ترتيبات الحاضنة ودور الأيتام. بعد أقل من أربعين عاما، كان ما يقرب من الثلث موجود في منزل بالتبني.
هدت الفترة من عام 1945 إلى عام 1974، عصر المعرفة، النمو السريع وقبول التبني كوسيلة لبناء الأسرة. ارتفعت الولادات غير الشرعية ثلاث مرات بعد الحرب العالمية الثانية، حيث تغيرت الأعراف الجنسية . في الوقت نفسه، بدأ المجتمع العلمي في التأكيد على هيمنة التنشئة على الوراثة، وتقليص الوصمات النحيلة في هذه البيئة، أصبح التبني الحل الواضح لكل من الأشخاص غير المتزوجين والأزواج الذين يعانون من العقم.
وقد أدت هذه الاتجاهات مجتمعةً إلى نموذج أمريكي جديد للتبني. في أعقاب سلفه الروماني، قطع الأمريكيون حقوق الوالدين الأصليين بينما جُعلوا الآباء الجدد في نظر القانون.
تم إضافة ابتكارين: 1) كان المقصود من التبني ضمان «مصالح الطفل الفضلى»؛ يمكن إرجاع بذور هذه الفكرة إلى أول قانون اعتماد أمريكي في ماساتشوستس، أصبح التبني مشبعاً بالسرية، مما أدى في النهاية إلى إغلاق التبني وسجل الميلاد الأصلي بحلول عام 1945. بدأ أصل التحرك نحو السرية مع تشارلز لورنس بريس الذي قدمه لمنع الأطفال من القطارات اليتيمة من العودة. خشيت الدعامة من تأثير فقر الوالدين، بشكل عام، ودينهم الكاثوليكي، على وجه الخصوص، تم تنفيذ هذا التقليد بسرية من قبل الإصلاحيين التقدميين فيما بعد عند صياغة القوانين الأمريكية.

## أشكال التبني
يتيح التبني المفتوح تحديد المعلومات التي يتم إبلاغها بين الآباء والأمهات بالتبني والبيولوجي، وربما التفاعل بين الأقارب والشخص المعتمد. [نادرًا ما يكون ثمرة القوانين التي تحافظ على حق المتبني في شهادات ميلاد و / أو سجلات التبني دون تغيير، ولكن هذا الوصول ليس عامًا (وهو أمر ممكن في عدد قليل من الولايات القضائية - بما في ذلك المملكة المتحدة والولايات الست في الولايات المتحدة). تنص على أنه يمكن أن يكون التبني المفتوح عبارة عن ترتيب غير رسمي يخضع لإنهاء الوالدين بالتبني اللذان يكون لهما الوصاية الوحيدة على الطفل. في بعض الولايات القضائية، يجوز للوالدين البيولوجيين والمتبنين الدخول في اتفاقية ملزمة قانونًا وملزمة فيما يتعلق بالزيارة أو تبادل المعلومات أو أي تفاعل آخر يتعلق بالطفل. اعتبارًا من فبراير 2009، سمحت 24 ولاية أمريكية بإدراج اتفاقيات عقد تبني مفتوحة قابلة للتنفيذ قانونًا لإدراجها في وضع اللمسات النهائية على التبني.

## وصلات خارجية
فتوى للشيخ يوسف القرضاوي